# Simulium orsovae
Simulium orsovae är en tvåvingeart som beskrevs av John Smart 1944. Simulium orsovae ingår i släktet Simulium och familjen knott.
Artens utbredningsområde är Rumänien. Inga underarter finns listade i Catalogue of Life.